# Поздеев, Василий Иванович
Василий Иванович Поздеев (15 июля 1920 — 27 марта 1998) — бригадир электриков-наладчиков Ижевского механического завода, Герой Социалистического Труда (1971).

## Биография
Родился в 1920 году в деревне Ирым Глазовского уезда Вятской губернии в крестьянской семье, работал в колхозе.
В 1937 году переехал в Ижевск, работал на Ижевском радиоузле учеником радиомонтёра, затем радиомонтёром.
Участник Великой Отечественной войны. На фронте с ноября 1943 года. Гвардии ефрейтор, помощник шофёра паркового дивизиона 27-й гвардейской минометной бригады. Отличился при доставке боеприпасов на огневые позиции в районе ст. Ларга (Ясское направление), чётко доставлял боеприпасы в район д. Буды (Польша). 25 января 1945 года после попадании машины под обстрел устранил неисправность и сменив раненного шофёра вовремя привез груз до места назначения. Награждён медалью «За боевые заслуги».
С июня 1946 года работал на Ижевском механическом заводе диспетчером, мастером по подготовке производства, калильщиком, паяльщиком стволов охотничьих ружей, литейщиком.
С 1955 года — электрик-наладчик установок ТВЧ (токов высокой частоты). По его инициативе в цехе был произведён ряд организационно-технических мероприятий, повысивших производительности труда, совместно с технологическим бюро разработал и внедрил новый технологический процесс закалки деталей на установках ТВЧ, позволивший поднять производительность труда на 70%.
В 1959-1980 годах — бригадир электриков-наладчиков на Ижевском механическом заводе.
Неоднократно избирался секретарём партийной организации цеха, членом парткома завода и завкома профсоюза, членом бюро Ижевского горкома партии.
В 1957 году избран депутатом Ижевского городского Совета. Депутат Верховного Совета СССР 5-6-го созывов (1958-1966), делегат XXIV съезда КПСС (1971).
В 1971 году ему было доверено открытие Центрального стадиона «Ижсталь».
С июля 1980 года — на пенсии. Жил в Ижевске. Скончался 27 марта 1998 года. Похоронен в Ижевске.

## Награды
Звание Героя Социалистического Труда (1971) «за выдающиеся успехи в выполнении заданий восьмого пятилетнего плана и организации производства новой техники».
Награждён двумя орденами Ленина (1958, 1971), орденом Отечественной войны 2-й степени (1985), медалями, в том числе «За боевые заслуги» (1945).
Неоднократно награждался Почётными грамотами Президиума Верховного Совета Удмуртской АССР, знаками «Победитель социалистического соревнования».